# 徳永政夫
徳永政夫(とくなが まさお、1956年8月15日 - )は、北九州市立大学の教授である。日本の新潟県南魚沼市出身。

## 経歴
中越高等学校、日本体育大学体育学部体育学科卒で日本体育大学硬式野球部（首都大学野球連盟所属）外野手として活躍する。
1979年から北九州市立大学で野球部監督を務めている。教え子には中日ドラゴンズの中田賢一投手がいる。
2011年の夏に、タイで野球の普及に尽力してきた榊原敏一元慶應義塾大学監督から頼まれ、代表チームの強化コーチを経験する。
2012年は、第3回WBCのタイ代表の監督に就任した。